# EULEX
La missione EULEX (European Union Rule of Law Mission in Kosovo, in italiano missione dell'Unione europea in Kosovo sullo stato di diritto) è stata la più grande missione civile mai lanciata nell'ambito della politica di sicurezza e difesa comune (PSDC) dell'Unione europea. EULEX sostiene le istituzioni dello Stato di diritto del Kosovo nel loro percorso verso una maggiore efficacia, sostenibilità, multietnicità e responsabilità, libere da interferenze politiche e nel pieno rispetto degli standard internazionali sui diritti umani e delle migliori pratiche europee attraverso attività di monitoraggio e con funzioni esecutive limitate allo scopo  di trasferire i compiti rimanenti ad altri strumenti dell'UE nel lungo periodo e di eliminare gradualmente le funzioni esecutive residue. Il nuovo mandato della Missione ha coperto il periodo fino al 14 giugno 2020 sulla base della decisione del Consiglio PESC 2018/856. è stato dapprima prorogato al 14 giugno 2023 sulla base della decisione PESC 2021/904 del Consiglio e successivamente esteso al 14 giugno 2025 sulla base della decisione PESC 2023/1095 del Consiglio. EULEX opera nel quadro della risoluzione 1244 del Consiglio di sicurezza delle Nazioni Unite.

## Storia
Una missione da 1.800 a 1.900 unità è stata approvata dal Consiglio europeo il 14 dicembre 2007. Questa è stata successivamente aumentata a 2.000 unità a causa dell'instabilità per la mancanza di un accordo con la Serbia. Queste unità comprendevano agenti di polizia (comprese quattro unità antisommossa), pubblici ministeri e giudici, concentrandosi quindi su questioni relative allo Stato di diritto.
La decisione finale sulla missione doveva essere presa il 28 gennaio 2008. Ma fu rinviata a causa delle preoccupazioni sui possibili effetti negativi sul secondo turno delle elezioni presidenziali in Serbia del 3 febbraio 2008 e sulla possibile firma dell'accordo di stabilizzazione e associazione con la Serbia in quella data. La ragione ufficialmente espressa per il rinvio è stata la mancanza di una base giuridica per la missione.  Un'azione comune è stata approvata il 4 febbraio 2008 e la decisione finale è stata presa il 16 febbraio 2008.
EULEX è stata quindi costituita nel febbraio 2008 per sostenere le istituzioni locali nello Stato di diritto, subito dopo l'autodichiarata indipendenza del Kosovo del 17 febbraio 2008. Dopo aver firmato un piano in cinque punti tra Serbia e Nazioni Unite, il Consiglio di sicurezza dell'ONU ha approvato  l'aggiunta di EULEX come missione di assistenza soggetta all'UNMIK, anziché sostituirla completamente.
La Missione comprendeva circa 3.200 poliziotti e personale giudiziario (1.950 internazionali, 1.250 locali) e il 16 febbraio 2008 ha avviato un processo di spiegamento di quattro mesi. Nel settembre 2012, l'Assemblea del Kosovo ha votato per prorogare l'EULEX fino al 2014. Nell'aprile 2014, l'Assemblea del Kosovo ha votato ancora una volta per prorogare il mandato di EULEX, questa volta fino a giugno 2016. Il Consiglio europeo ha quindi deciso di prorogare il mandato della missione dell'UE sullo stato di diritto in Kosovo fino al 14 giugno 2018, prima di prorogarlo nuovamente a giugno 2018 fino al 14 giugno 2020, con un bilancio stanziato di 83,6 milioni di euro che coprirà le spese della missione EULEX per l'attuazione del suo nuovo mandato in Kosovo.
Dal 26 giugno 2023 il capo missione di EULEX è italiano, Generale di Divisione dei Carabinieri Giovanni Pietro Barbano.

### Capi missione di EULEX
| Capo missione           | Paese       | Durata                |
| ----------------------- | ----------- | --------------------- |
| Giovanni Pietro Barbano | Italia      | 2023-                 |
| Lars-Gunnar Wigemark    | Svezia      | 2019–2023             |
| Alexandra Papadopoulou  | Grecia      | 2016–2019             |
| Gabriele Meucci         | Italia      | 2014–2016             |
| Bernd Borchardt         | Germania    | 2012–2014             |
| Xavier Bout de Marnhac  | Francia     | 2010–2012             |
| Roy Reeve (ad interim)  | Regno Unito | 2010 (Maggio-Ottobre) |
| Yves de Kermabon        | Francia     | 2008–2010             |

### Stati contributori
EULEX è supportato da tutti i 27 Stati membri dell'Unione europea e da cinque Stati contributori (Canada, Norvegia, Svizzera, Turchia e Stati Uniti).
Tuttavia, alcuni paesi dell'UE non riconoscono il Kosovo come Stato.
La Spagna, ad esempio, non ha preso parte alla missione EULEX, poiché le domande legali su come sostituisce l'amministrazione delle Nazioni Unite non hanno avuto risposta, secondo il governo spagnolo. Inoltre, le questioni politiche relative alle rivendicazioni di indipendenza della regione della Catalogna hanno impedito alla Spagna di riconoscere il Kosovo uno Stato indipendente autodichiarato. Nel giugno 2008, il ministro degli Esteri spagnolo Miguel Ángel Moratinos ha detto in una riunione dei ministri degli Esteri dell'Unione europea in Slovenia che la Spagna non avrebbe inviato il suo contingente alla missione EULEX fino a quando non ci fosse stato un trasferimento formale di poteri dalle Nazioni Unite.
Gli altri paesi dell'UE che non riconoscono il Kosovo sono Grecia, Cipro, Romania e Slovacchia.

## Contesto politico
L'UE è stata divisa sull'opportunità di riconoscere un Kosovo indipendente (per le posizioni dei singoli stati membri sul riconoscimento del Kosovo) senza l'approvazione internazionale e serba.  L'accordo di stabilizzazione e associazione con la Serbia è stato ritenuto garantire l'unità dell'UE sulla questione, tuttavia la Presidenza ha annunciato che non equivarrebbe al riconoscimento di un Kosovo indipendente.
EULEX si basa legalmente sulla risoluzione 1244 del Consiglio di sicurezza delle Nazioni Unite del 1999. La Serbia vede inoltre la Missione come un riconoscimento da parte dell'UE di un Kosovo indipendente.
Nel novembre 2008, l'UE ha accettato la richiesta della Serbia di non attuare il piano di Martti Ahtisaari tramite EULEX e di essere neutrale riguardo allo status del Kosovo. D'altra parte, EULEX sarà accettato dalla Serbia e dal Consiglio di sicurezza dell'ONU.

### Proteste

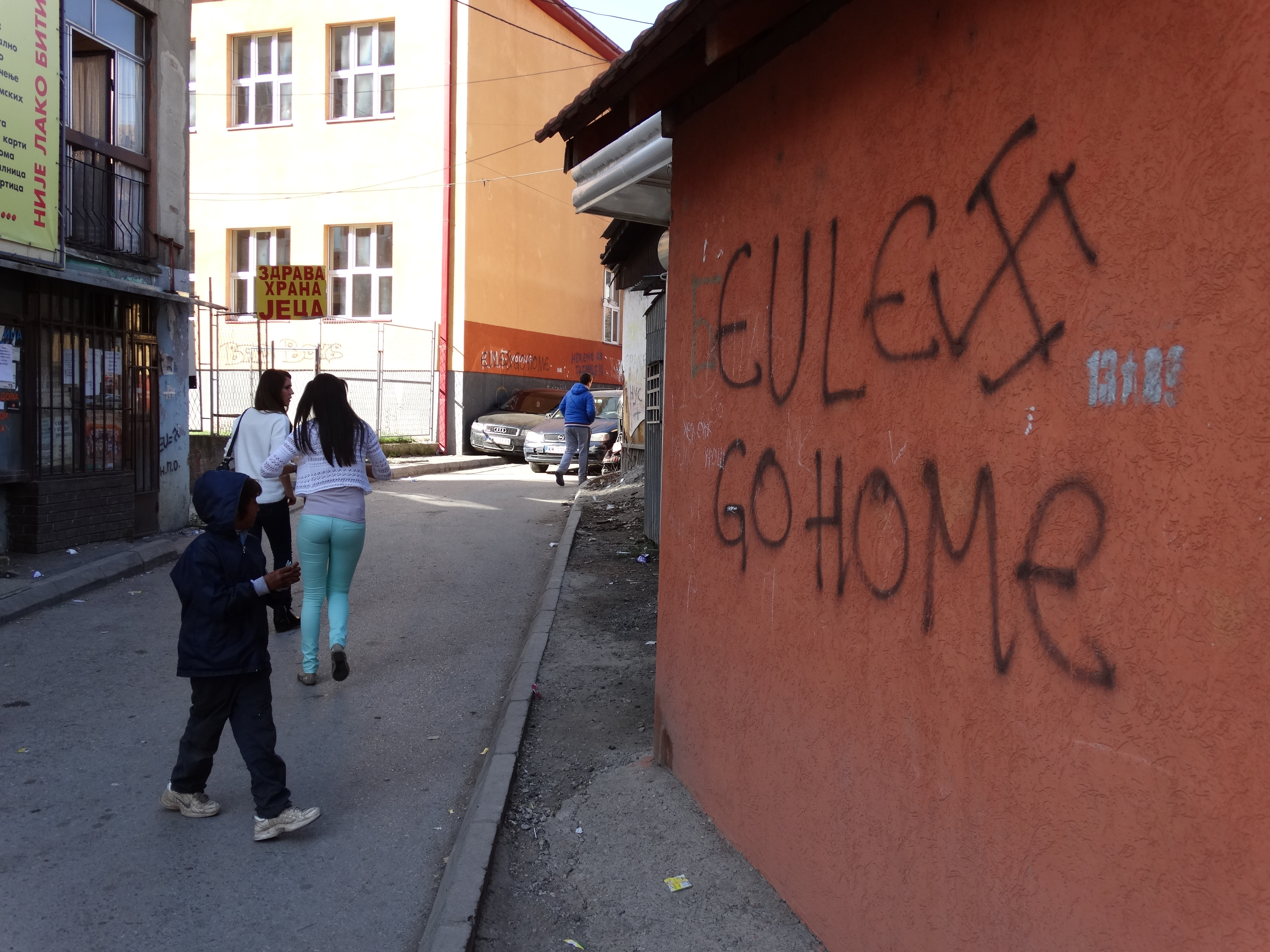
Un murales di protesta a Mitrovica Nord

Il 25 agosto 2009, la missione EULEX fu oggetto di violente proteste, che provocarono il danneggiamento di 28 veicoli dell'UE. Tre agenti di polizia del Kosovo rimasero feriti negli scontri che portarono a 21 arresti da parte della polizia del Kosovo.  L'attacco fu organizzato dal movimento chiamato Vetëvendosje! (Autodeterminazione) in reazione alla cooperazione di polizia di EULEX con la Serbia e alle sue azioni in Kosovo. Dalle proteste si è diffuso il fenomeno del sentimento anti-EULEX.